# حسام عبدالمجید
حسام عبدالمجید (عربی: حسام عبد المجيد عبد السلام؛ زادهٔ ۳۰ آوریل ۲۰۰۱) بازیکن فوتبال اهل مصر است که در حال حاضر برای باشگاه ورزشی زمالک بازی می‌کند. 